# Eutelia ferridorsata
Eutelia ferridorsata är en fjärilsart som beskrevs av George Francis Hampson 1905. Eutelia ferridorsata ingår i släktet Eutelia och familjen nattflyn. Inga underarter finns listade i Catalogue of Life.